# Naresuan-Staudamm
Der Naresuan-Staudamm (Thai: เขื่อนสมเด็จพระนเรศวรมหาราช) ist ein Staudamm in der nordthailändischen Provinz Phitsanulok. Er dient der Bewässerung landwirtschaftlich genutzter Flächen in der Provinz. 2011 soll ein kleines abgesetztes Wasserkraftwerk in Betrieb genommen werden, das 8 MW produzieren soll.

## Lage
Der Naresuan-Staudamm liegt etwa 30 km nördlich der Stadt Phitsanulok in der Amphoe Phrom Phiram.

## Baugeschichte
Der Bau des Naresuan-Staudamms erfolgte zwischen 1977 und 1985 als Phitsanulok Irrigation Project, wurde von der Weltbank gefördert und von japanischen, italienischen und thailändischen Unternehmen geplant und ausgeführt. Die beteiligten Unternehmen waren:
- Nishimusu Construction Co.
- Viwat Construction Co.
- United Construction Co.
- Vichitphan Co.

Die Kosten des Baus beliefen sich auf 95 Mio. US$.

## Funktion und Bedeutung
Der Naresuan-Staudamm dient neben der Bewässerung auch für die Anlage eines Staubeckens, das im Falle starker Regenfälle Überschwemmungen in der Region verhindern soll.

## Kraftwerk
Die installierte Leistung des Kraftwerks beträgt mit einer Turbine 8 MW. Die Jahreserzeugung liegt bei 43,03 Mio. kWh.